# کنیسه موشه حیا
کنیسه موشه حیا مربوط به دوره صفوی - دوره قاجار است و در اصفهان، محله جوباره، چهارراه ماهی فروشان، نرسیده به خیبان کمال واقع شده و این اثر در تاریخ ۲۰ اردیبهشت ۱۳۸۶ با شمارهٔ ثبت ۱۹۰۷۱ به‌عنوان یکی از آثار ملی ایران به ثبت رسیده است.